# Парфенос (из Карии)
Парфенос (др.-греч. Παρθένος «дева») — персонаж древнегреческой мифологии. Дочь Стафила и Хрисофемиды. Из Херсонеса Карийского. Вместе с сестрой хранила отцовское вино, но его испортили свиньи. Опасаясь гнева отца, они бросились со скал. Аполлон спас их, Парфенос стали оказывать почести в святилище в Бубасте.
По другой версии, она — дочь Аполлона и Хрисофемиды, умершая в детстве, которую Аполлон сделал созвездием Девы.